# Ryzom

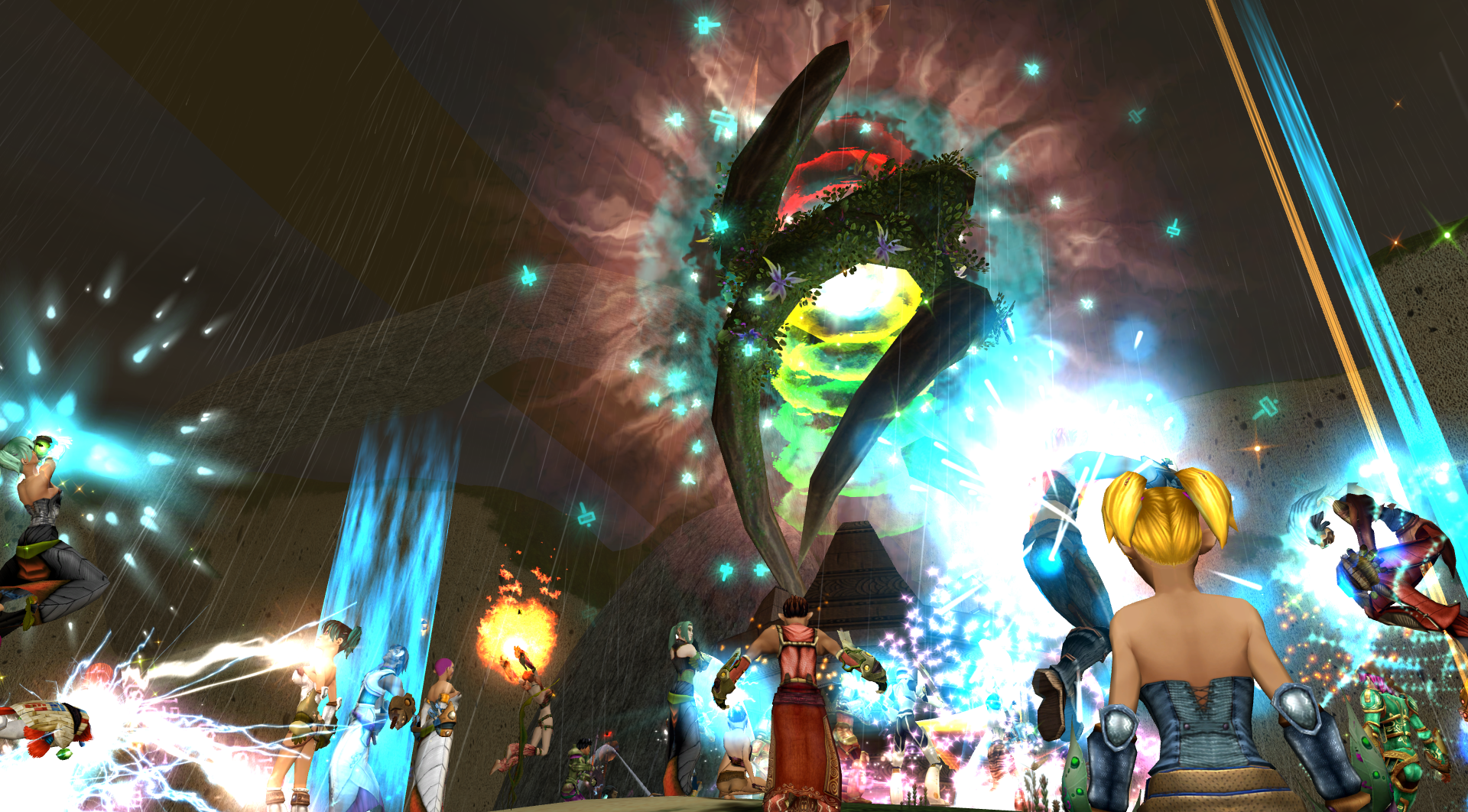
Screenshot von Ryzom vom „Lakeland Thievery Event“ (2014)

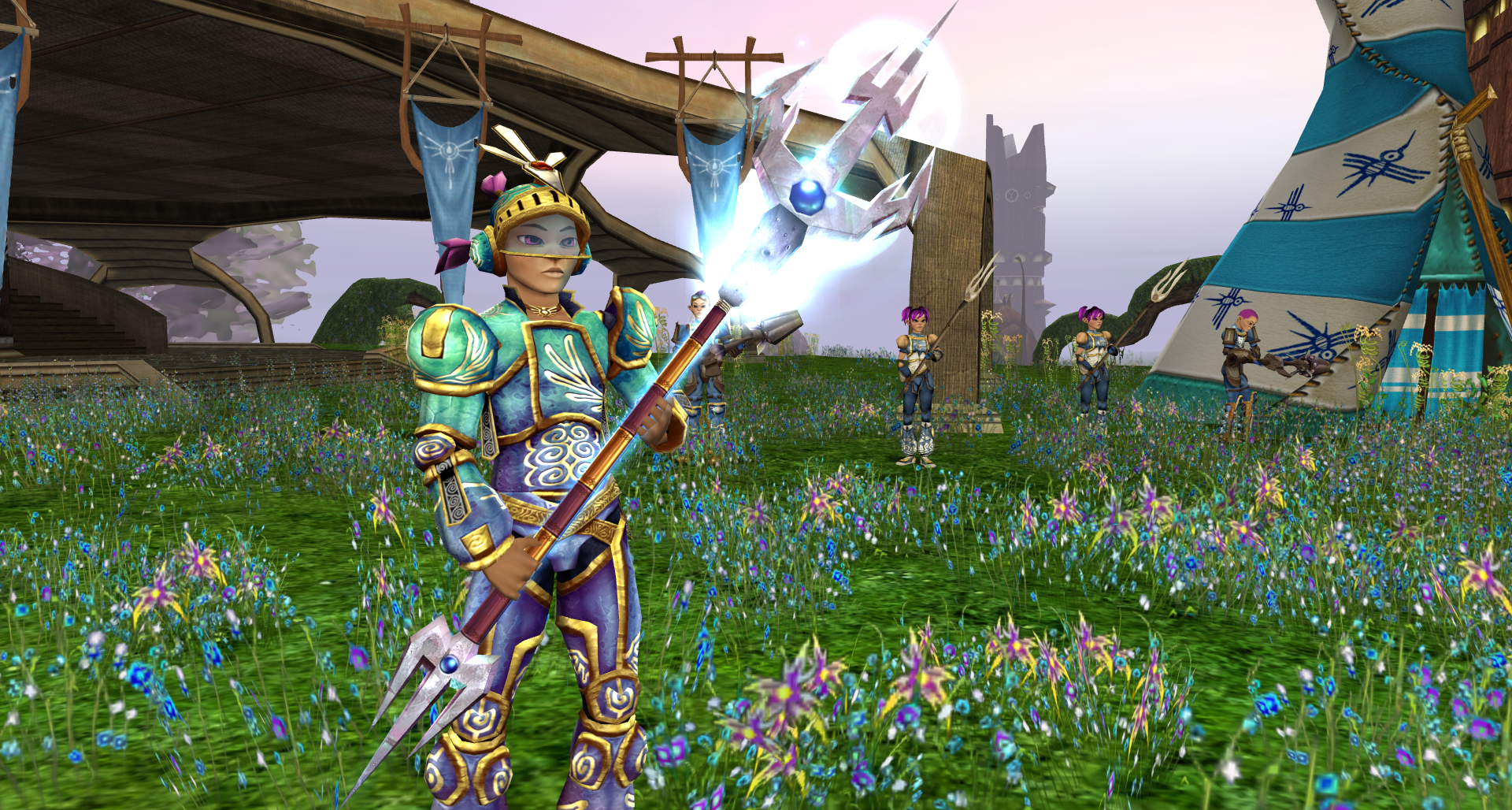
Screenshot von Ryzom (2014)

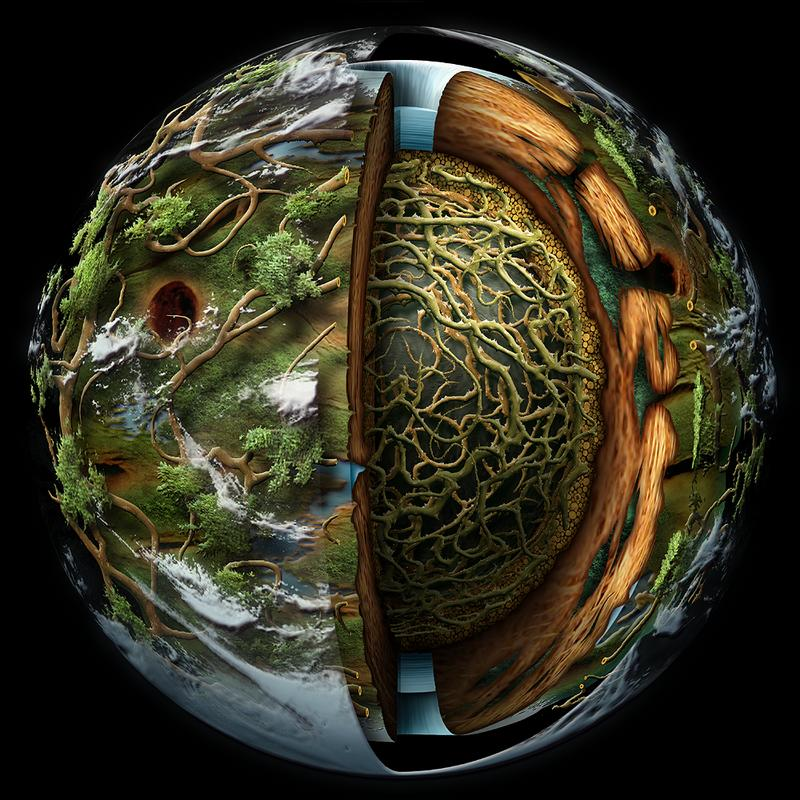
Atys, die geschichtete Welt von Ryzom

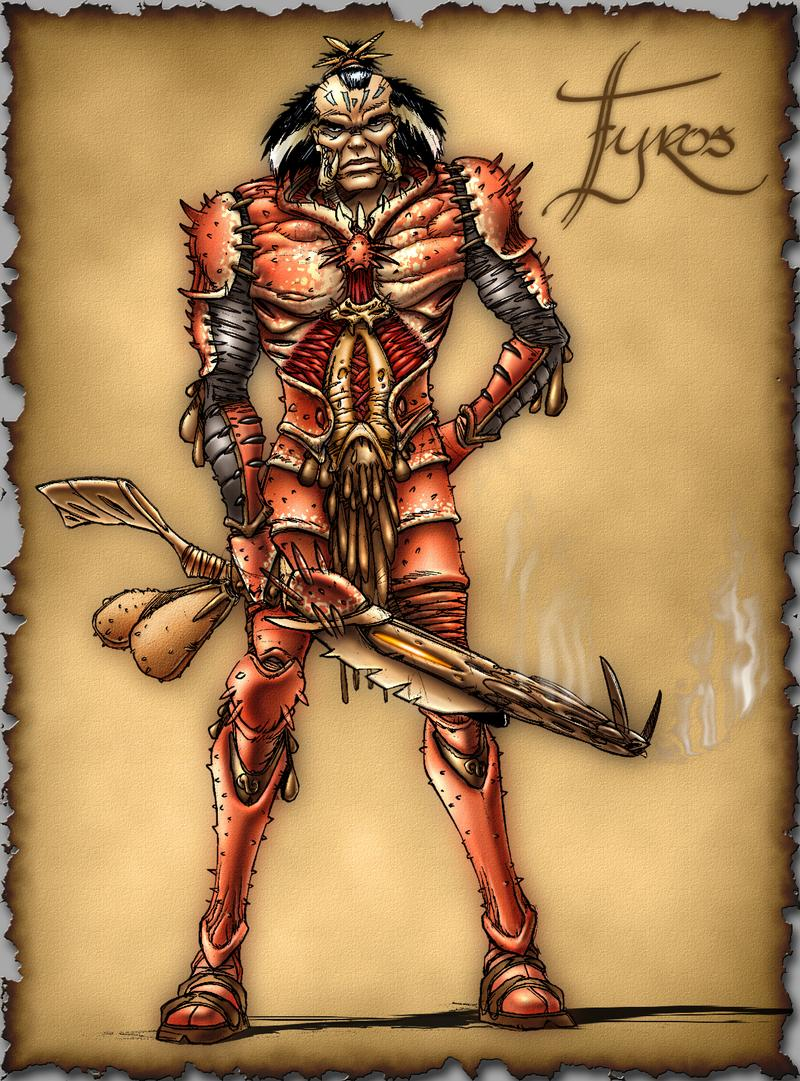
Konzeptzeichnung eines „Fyros“

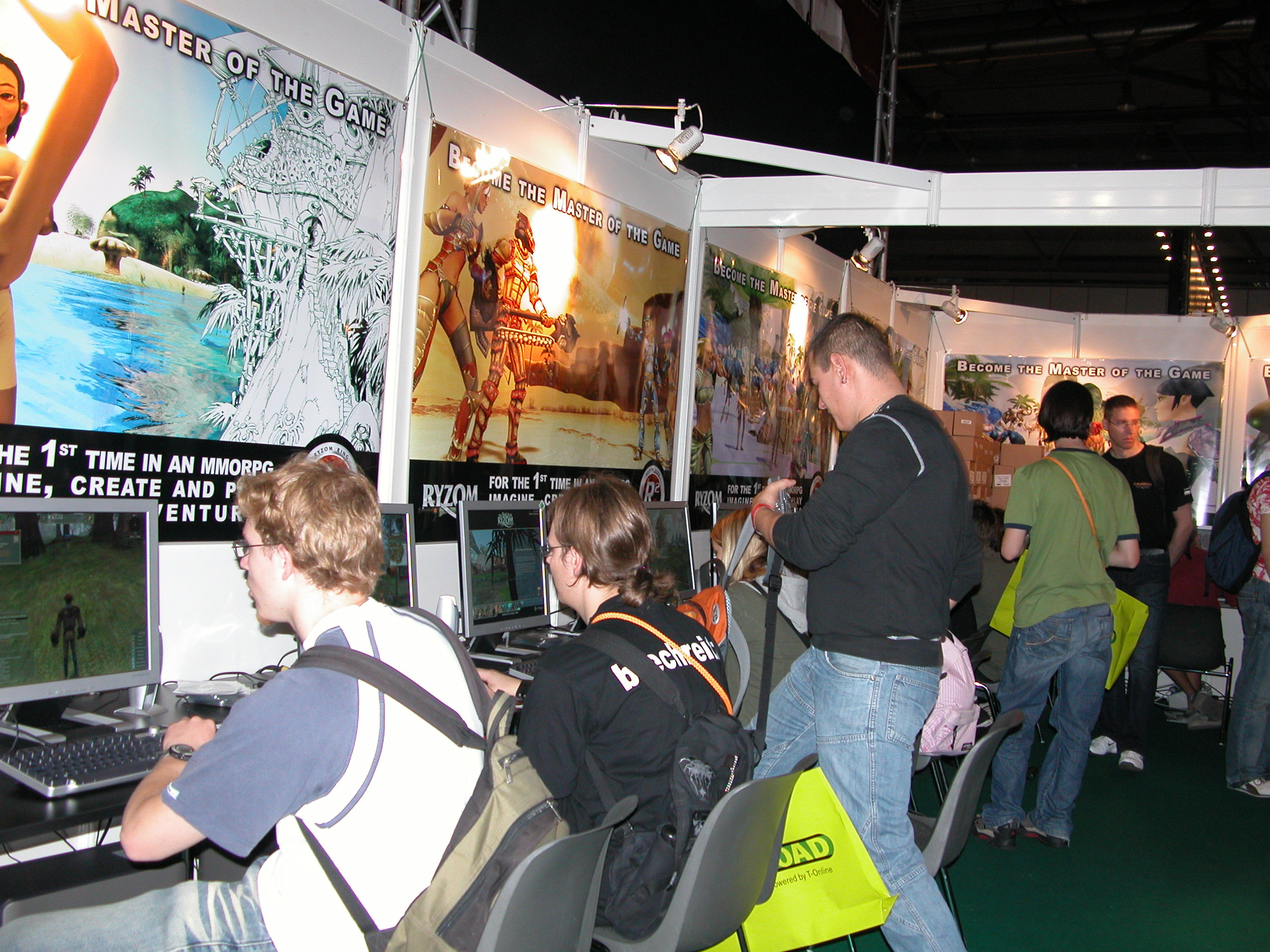
Messestand auf der Games Convention 2006 in Leipzig

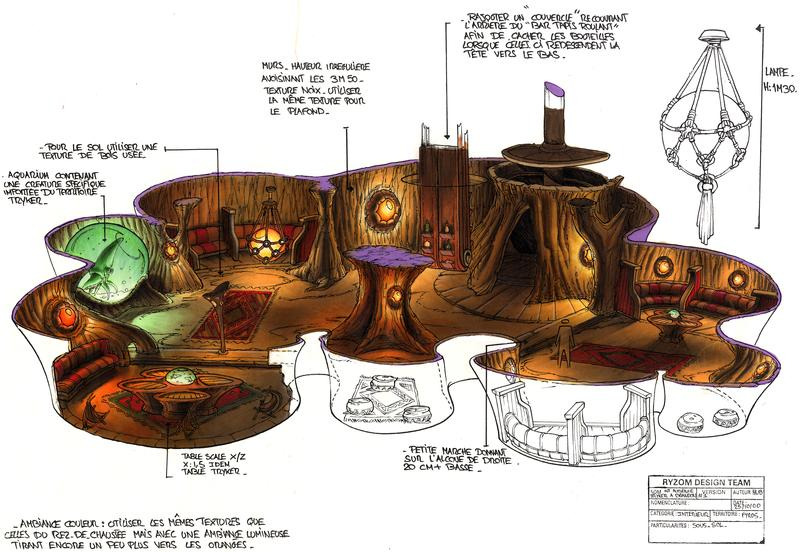
Konzeptzeichnung für ein Haus für Ryzom

Ryzom (früher The Saga of Ryzom, vgl. dt. Rhizom) ist ein freies Massively Multiplayer Online Role-Playing Game (MMORPG) für die Betriebssysteme Windows, macOS und Linux vom ehemaligen französischen unabhängigen Spieleentwicklerstudio Nevrax.
Es gibt unter anderem deutsche, englische, französische, russische und spanische Sprachversionen.
Es ist von der USK ab 12 Jahren freigegeben.
Das Spielen auf den offiziellen Servern kostet nach einer kostenlosen Probephase bis Level 125 bis 8 Euro pro Monat und Benutzerprofil.
Als erstes klassisches MMORPG ermöglichte es den Spielern das Einbringen eigener Erweiterungen in das Spiel.
Es existiert die Erweiterung Ryzom Ring (R²), die einen Editor enthält, mit dem Spieler eigene Spielinhalte erstellen können, welche auch auf die offiziellen Server hochgeladen und dann von anderen bespielt werden können.
Ryzom hat eine Programmierschnittstelle (API), über die das Geschehen in den offiziellen Spielwelten live angezapft werden kann.
Herstellungsleiter und Berater bei der Entwicklung war Jessica Mulligan.

## Spielinhalte
Das Spiel spielt 2.000 Jahre in der Zukunft. Es beinhaltet Science-Fiction- und Fantasy-Elemente in einer komplexen Geschichte, die in Episoden gegliedert ist und in bis 2005 drei nach und nach erschienenen Erweiterungen (Kapiteln) weitergeführt wurde.
Der Spieler steht zwischen zwei nach Weltherrschaft strebenden Religionen. Mit einer davon kann er sich verbünden. Die eine ist eine naturverbundene, magische Fraktion genannt die „Kami“, die andere eine hochtechnisierte, die an einen extraterrestrischen Ursprung ihrer Spezies glaubt, genannt der „Karavan“. Seit Episode 2 stehen sie im Krieg.
Das Spiel errang 2005 den Reader’s Choice Award von MMORPG.com für die beste Spielgeschichte.

## Spielsystem
Der Spieler bewegt sich zu Fuß oder auf Reittieren in Beobachter- oder Ich-Perspektive durch die Spielwelt und erfüllt Einzel- und Gruppenmissionen.
Für den Spielcharakter kann aus vier Rassen gewählt werden, die innerhalb der Spielwelt mit unterschiedlichen simulierten Ökosystemen verbunden sind (Wüste, Seenlandschaft, Wald, Dschungel), jedoch kaum unterschiedliche Eigenschaften aufweisen. Es können in vier Fertigkeitsbereichen (Berufen) Erfahrungspunkte gesammelt und regelmäßig wählbare neue Fertigkeiten erworben werden.
Das Spielsystem simuliert einen Tag-Nacht- und einen Jahreszeitenzyklus von 16 Tagen und verschiedene Witterungen (Regen, Wind, Schnee), welche das Verhalten von Kreaturen und auffindbare Materialien beeinflussen. Ausrüstungsgegenstände werden aus Materialien gefertigt, die den Körpern getöteter Feinde entstammen oder gesammelt werden müssen und von unterschiedlicher Qualität sein können. Diese hängt unter anderem von der Erfahrung des Sammlers ab und beeinflusst ihrerseits die Qualität daraus gefertigter Produkte.
Die Spielwelt verändert sich, wobei ab und an neue Bereiche zugänglich oder andere versperrt werden.
Das Spiel ermöglicht freiwillige Spieler-Spieler-Kämpfe sowohl als Einzel- als auch als Gruppen- bzw. bis hin zu Massenkämpfen.

## Engine
Das Spiel basiert auf einer 3D-Spiel-Engine namens NeL (von Nevrax Library), die aus mehreren in C++ entwickelten Programmbibliotheken besteht und unter Version 2 der GNU Affero General Public License (AGPL) als freie Software veröffentlicht wird. Sie ist auf Windows, Linux und macOS lauffähig und unterstützt die Grafik-Schnittstellen OpenGL und DirectX und für Tonausgabe DirectSound, FMOD, OpenAL und XAudio 2.
Die Engine bietet sogenannte dynamic model degradation, womit die geometrische Komplexität und andere Darstellungsqualitätsmerkmale der Spielfiguren abhängig von der Anzahl der Figuren im Blickfeld dynamisch herabgesetzt werden. Dadurch können bei Massenschlachten hunderte Spielfiguren gleichzeitig dargestellt werden. Mit der dynamic terrain degradation steht selbiges auch für das Spielterrain zur Verfügung.
Die einzelnen Clients können mit nur bis zu ungefähr 2.500 Bytes pro Sekunde (bei mehreren hundert Einheiten in der Umgebung) mit den Geschehnissen der gemeinsamen Spielwelt synchronisiert werden.
Eine künstliche Intelligenz kontrolliert die Kreaturen in Abhängigkeit von den jeweils simulierten Umweltbedingungen. Sie simuliert unter anderem Jagd- und Gruppenverhalten.

## Geschichte
Das Spiel wird seit dem Jahr 2000 entwickelt. Am 9. Dezember 2002 wurden erstmals Informationen zum Spiel veröffentlicht, als Wanadoo als Publisher bekannt gegeben wurde. Vom April bis zum 7. Juni 2004 gab es einen öffentlichen Betatest und im September wurde das Spiel offiziell veröffentlicht – ursprünglich als The Saga of Ryzom. Ab dem 16. waren die derzeit vier Spielserver offen, doch aufgrund von Lieferschwierigkeiten bei der Client-Software ging dann der 20. als offizieller Starttermin in die Geschichte ein. Im August 2006 wurde der Name aus Marketing-Gründen auf „Ryzom“ gekürzt. Am 3. Oktober 2006 wurde die Erweiterung The Ryzom Ring veröffentlicht, die einen Editor enthält.
Ende 2006 ging Nevrax bankrott.
Eine Gruppe ehemaliger Angestellter, Spieler und Freie-Software-Verfechter versuchte, mit einem Spendenaufruf und der Unterstützung der Free Software Foundation, welche 60.000 $ finanzielle Unterstützung zusagte, das gesamte Spiel freizukaufen. Dies scheiterte aber knapp mit eingesammelten 172.988 € der benötigten 200.000 €.
Stattdessen kaufte Gameforge am 21. Dezember 2006 Nevrax und damit auch die Rechte am Spiel auf. Gameforge wollte seine neue Tochterfirma Nevrax Ryzom vermarkten lassen, was jedoch nur wenig erfolgreich war. Auch Gameforge France wurde insolvent. Danach wurde von der Community eine Abspaltung von der Engine namens OpenNeL gestartet, um den Erhalt des Spiels als freie Software zu gewährleisten. Als 2008 der neue Eigentümer eine neue Plattform schuf, um die freie Entwicklung der Engine zu unterstützen, wurde sie bis auf weiteres schlafen gelegt und ihre Fortschritte in den dortigen offiziellen Hauptzweig eingearbeitet.
Nach einem halben Jahr Ausfallzeit 2008 wurde der Spielbetrieb wieder aufgenommen. Die zypriotische Firma Winch Gate Property Ltd. führt seit Mai 2009 als neuer Eigner auch die bezahlten Abonnements fort.
Am 6. Mai 2010 verkündete die Free Software Foundation, dass der Quellcode und die Spielinhalte an sie übergeben wurden. Das Spiel soll unter Version 3 der GNU Affero General Public License (AGPL) zugänglich gemacht werden. Alle künstlerischen Inhalte sollen unter Creative Commons Namensnennung–Weitergabe unter gleichen Bedingungen (CC-by-sa) gestellt werden. Dies betrifft jedoch nicht die Welt an sich, diese ist weiterhin nur über den offiziellen Server spielbar. Die FSF spricht vom bislang wahrscheinlich größten Beitrag zu den freien Spielen. Winch Gate will damit das Crowdsourcing der Entwicklungsarbeit begünstigen.
Seit dem 30. November 2010 ist ein nativer Linux-Client verfügbar, der auf Grundlage der Freigabe mit Unterstützung der Free Software Foundation entwickelt wurde.
Die Mac-Version von Ryzom ist seit dem 15. April 2011 im Mac App Store erhältlich.